# Xyris organensis
Xyris organensis är en gräsväxtart som beskrevs av Gustaf Oskar Andersson Malme. Xyris organensis ingår i släktet Xyris och familjen Xyridaceae. Inga underarter finns listade i Catalogue of Life.